# Champtonnay
Pour l’article ayant un titre homophone, voir Chantonnay.
Champtonnay est une commune française située dans le département de la Haute-Saône, la région culturelle et historique de Franche-Comté et la région administrative Bourgogne-Franche-Comté, à 10 km au sud-est de Gray.

## Géographie
Champtonnay est une petite agglomération à caractère rural située à une altitude moyenne de 215 mètres. Son territoire est traversé d’est en ouest par la rivière « La Tenise » qui prend source à quelques kilomètres, à Cugney. La commune s'étend sur 519 ha et est bordée par la route départementale 67 reliant Gray (à 11 km) à Besançon (à 36 km).

### Climat
Pour des articles plus généraux, voir Climat de la Bourgogne-Franche-Comté et Climat de la Haute-Saône.
En 2010, le climat de la commune est de type climat océanique dégradé des plaines du Centre et du Nord, selon une étude du Centre national de la recherche scientifique s'appuyant sur une série de données couvrant la période 1971-2000. En 2020, Météo-France publie une typologie des climats de la France métropolitaine dans laquelle la commune est exposée à un climat semi-continental et est dans la région climatique  Lorraine, plateau de Langres, Morvan, caractérisée par un hiver rude (1,5 °C), des vents modérés et des brouillards fréquents en automne et hiver. 
Pour la période 1971-2000, la température annuelle moyenne est de 10,5 °C, avec une amplitude thermique annuelle de 17,3 °C. Le cumul annuel moyen de précipitations est de 983 mm, avec 12,5 jours de précipitations en janvier et 8,8 jours en juillet. Pour la période 1991-2020, la température moyenne annuelle observée sur la station météorologique de Météo-France la plus proche, « Cugney », sur la commune de Cugney à 4 km à vol d'oiseau, est de 11,2 °C et le cumul annuel moyen de précipitations est de 958,2 mm. 
La température maximale relevée sur cette station est de 40 °C, atteinte le 31 juillet 2020 ; la température minimale est de −17 °C, atteinte le 20 décembre 2009,,. 
Les paramètres climatiques de la commune ont été estimés pour le milieu du siècle (2041-2070) selon différents scénarios d'émission de gaz à effet de serre à partir des nouvelles projections climatiques de référence DRIAS-2020. Ils sont consultables sur un site dédié publié par Météo-France en novembre 2022.

## Urbanisme

### Typologie
Au 1er janvier 2024, Champtonnay est catégorisée commune rurale à habitat dispersé, selon la nouvelle grille communale de densité à sept niveaux définie par l'Insee en 2022.
Elle est située hors unité urbaine. Par ailleurs la commune fait partie de l'aire d'attraction de Gray, dont elle est une commune de la couronne,. Cette aire, qui regroupe 63 communes, est catégorisée dans les aires de moins de 50 000 habitants,.

### Occupation des sols
L'occupation des sols de la commune, telle qu'elle ressort de la base de données européenne d’occupation biophysique des sols Corine Land Cover (CLC), est marquée par l'importance des territoires agricoles (69,9 % en 2018), une proportion identique à celle de 1990 (69,9 %). La répartition détaillée en 2018 est la suivante : 
terres arables (50,2 %), forêts (29,9 %), prairies (19,7 %), milieux à végétation arbustive et/ou herbacée (0,1 %). L'évolution de l’occupation des sols de la commune et de ses infrastructures peut être observée sur les différentes représentations cartographiques du territoire : la carte de Cassini (XVIIIe siècle), la carte d'état-major (1820-1866) et les cartes ou photos aériennes de l'IGN pour la période actuelle (1950 à aujourd'hui).

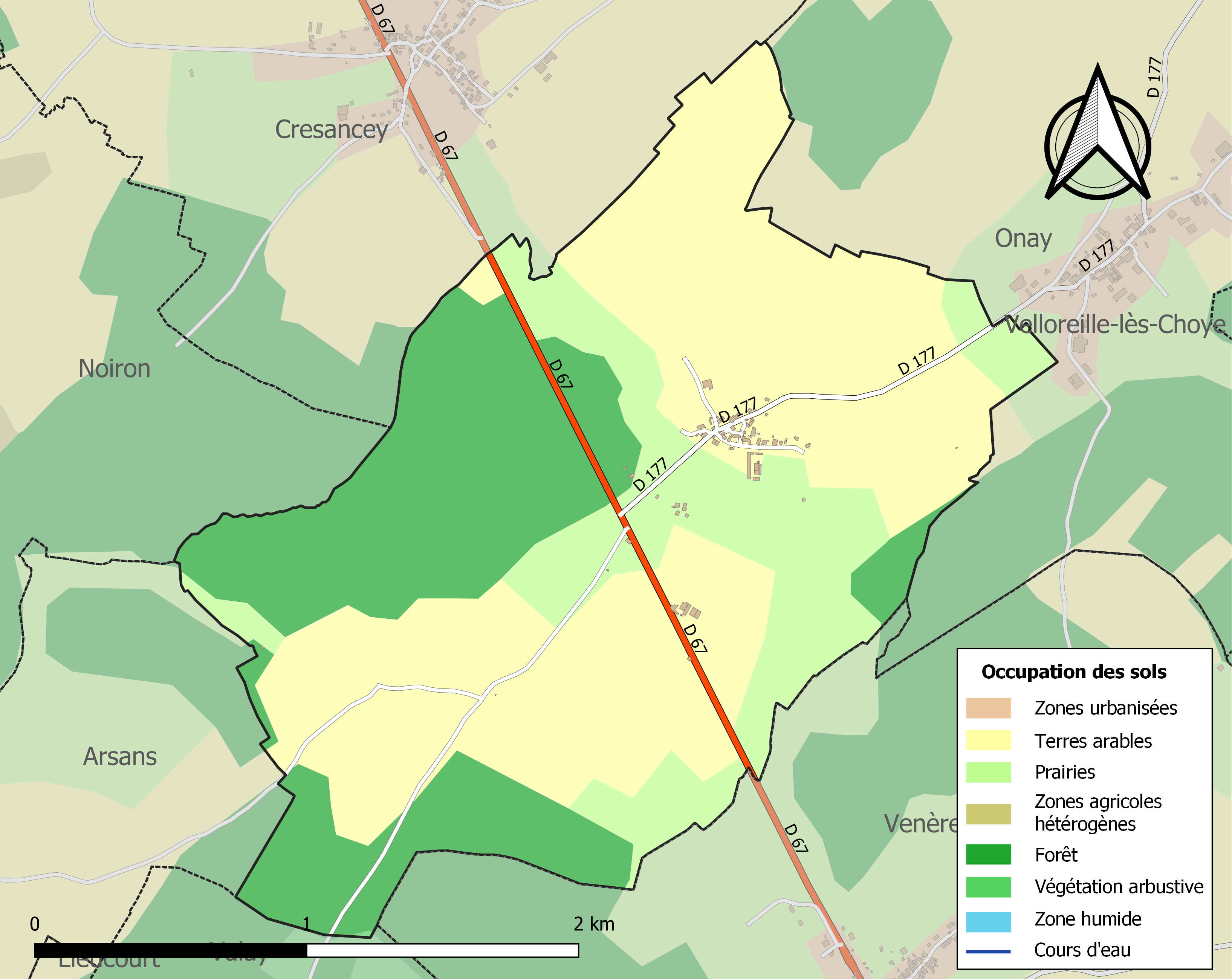
Carte des infrastructures et de l'occupation des sols de la commune en 2018 (CLC).

## Histoire
(décembre 2012).
L'état des fiefs de 1294 indique que la maison forte et les terres sont tenues par Guioz de Chantonnay, puis en 1427 par Estienne de Scey.
En 1532 Jean de la Thouvière reprend en fief la seigneurie puis en 1536 c’est Nicolas Perrenot de Granvelle, premier conseiller de l'empereur Charles Quint.
Le cardinal Antoine Perrenot de Granvelle, son fils, en fait de même et donne, le 2 août 1584, un dénombrement assez précis sur sa demeure : Le château et maison forte consistent en « trois corps de logis environnés et fortifié de sept tourillons et de fossés à fond de cuve remplis d'eau joignant auquel chasteau et foussés il y a une basse cour où sont les écuries, cuveries, jardin et vergier, aussi sexants de hautes murailles garnies de six tours flanquants pour la garde dudit chasteau, foussoyés à l'entour d'un foussé où il y a pareillement de l'eau. A chacuns desquels foussés sont les ponts levis et gisants et portes nécessaires pour les saillies entrées et fermetures et garde dudit château. Le tout contenant environ douze journaux de terre auprès desquels fossés et en dehors il y a aussi un vergier avec une chenevière contenant deux journaux du costé du village ... ».
Durant la guerre de Dix Ans — 1634-1644 — Chantonnay subit les affres du conflit. Dans la reprise de fief du 21 octobre 1678 présenté par Charlotte de La Baume, comtesse de Visconti, il est dit que « le chasteau et maison autrefois forte, les courtines estants démolies par ordre du Roy, consistent en deux corps de logis, six torions joignant auquel chasteau et fossé et basse court où sont les escuries et grangeages jardins et vergers fermés de vieilles murailles toutes escorchées garnies autrefois de six tours dont il y en a trois qui sont en ruine entièrement auquel chasteau il y a deux ponts gisants et forts necessaires pour les saillies, et entrées et fermetures du chasteau ... ». Le château a perdu un corps de logis depuis le dénombrement de 1584.
Le 26 novembre 1761, Jacques-Philippe de La Baume décède au château. Le marquis Claude-Antoine-Clériadus de Choiseul-Beaupré, dit de Choiseul-La Baume, hérite de la seigneurie. Il est guillotiné en 1794. Son fils Claude-Antoine-Gabriel de Choiseul-Stainville se retrouve être le nouveau propriétaire bien qu'étant considéré comme émigré ; ses propriétés sont vendus comme bien national. François Nicolas Mouchet achète le château et ses dépendances, le 15 messidor an IV (3 juillet 1796).
Le peu de bâtiments restant se dégrade petit à petit.
Les vestiges sont soigneusement tracés sur plan cadastral de 1813.
Des bâtiments, il ne subsiste qu'une tour dite de « la chapelle » et une habitation avec ses granges, aujourd'hui encore utilisés, au nord-ouest, le long de la rivière.
Un grand nombre de pierres provenant du site a été employé pour la construction dans les environs d'édifices publics ou privés.
À l'origine cette pierre avait été extraite d'une carrière située à Champtonnay lieu-dit le Criot.

## Politique et administration

### Rattachements administratifs et électoraux
La commune fait partie de l'arrondissement de Vesoul du département de la Haute-Saône, en région Bourgogne-Franche-Comté. Pour l'élection des députés, elle dépend de la première circonscription de la Haute-Saône.
Elle fait partie depuis 1801 du canton de Gray (dont la composition a été modifiée dans le cadre du redécoupage cantonal de 2014 en France, passant de 21 à 24 communes).

### Intercommunalité
La commune a adhéré le 1er janvier 2010 à l'ancienne communauté de communes Val de Gray.
L'article 35 de la loi n° 2010-1563 du 16 décembre 2010 « de réforme des collectivités territoriales » prévoyait d'achever et de rationaliser le dispositif intercommunal en France, et notamment d'intégrer la quasi-totalité des communes françaises dans des EPCI à fiscalité propre, dont la population soit normalement supérieure à 5 000 habitants.
Dans ce cadre, le schéma départemental de coopération intercommunale (SDCI) approuvé par le préfet de Haute-Saône le 23 décembre 2011 a prévu la fusion de cette intercommunalité avec la petite communauté de communes du Pays d'Autrey, auxquelles plusieurs communes jusqu'alors isolées devraient se joindre.
La commune est donc membre depuis le 1er janvier 2013 de la nouvelle communauté de communes Val de Gray.

### Liste des maires
| Période   | Période   | Identité                     | Étiquette | Qualité                                 |
| --------- | --------- | ---------------------------- | --------- | --------------------------------------- |
| 1945      | 1959      | Léon, Edmond Paulin          |           |                                         |
| 1959      |           | Jean-Baptiste, Étienne Moine |           |                                         |
| 1960      | 1969      | Yves, Lucien Dubois          |           |                                         |
| 1969      | 1995      | Robert Jacquot               |           |                                         |
| 1995      | mars 2008 | Charles Paulin               |           |                                         |
| mars 2008 | juin 2020 | Gérard Moine                 | DVG       | Retraité Réélu pour le mandat 2014-2020 |
| juin 2020 | En cours  | Yohann Poirot                |           |                                         |

## Démographie
| 1593    | 1614       | 1657 | 1790 | an XIII | 1803 | 1815 | 1825 | 1827 | 1829          | 1835          |
| ------- | ---------- | ---- | ---- | ------- | ---- | ---- | ---- | ---- | ------------- | ------------- |
| 25 âmes | 22 ménages | 29   | 143  | 152     | 161  | 164  | 164  | 171  | 168 (42 feux) | 158 (41 feux) |

L'évolution du nombre d'habitants est connue à travers les recensements de la population effectués dans la commune depuis 1793. Pour les communes de moins de 10 000 habitants, une enquête de recensement portant sur toute la population est réalisée tous les cinq ans, les populations de référence des années intermédiaires étant quant à elles estimées par interpolation ou extrapolation. Pour la commune, le premier recensement exhaustif entrant dans le cadre du nouveau dispositif a été réalisé en 2005.

En 2022, la commune comptait 80 habitants, en évolution de −19,19 % par rapport à 2016 (Haute-Saône : −1,4 %, France hors Mayotte : +2,11 %).
| 1793 | 1800 | 1806 | 1821 | 1831 | 1836 | 1841 | 1846 | 1851 |
| ---- | ---- | ---- | ---- | ---- | ---- | ---- | ---- | ---- |
| 117  | 147  | 168  | 166  | 158  | 187  | 199  | 207  | 203  |

| 1856 | 1861 | 1866 | 1872 | 1876 | 1881 | 1886 | 1891 | 1896 |
| ---- | ---- | ---- | ---- | ---- | ---- | ---- | ---- | ---- |
| 190  | 193  | 204  | 190  | 179  | 163  | 141  | 131  | 107  |

| 1901 | 1906 | 1911 | 1921 | 1926 | 1931 | 1936 | 1946 | 1954 |
| ---- | ---- | ---- | ---- | ---- | ---- | ---- | ---- | ---- |
| 105  | 120  | 109  | 94   | 182  | 73   | 82   | 73   | 63   |

| 1962 | 1968 | 1975 | 1982 | 1990 | 1999 | 2005 | 2006 | 2010 |
| ---- | ---- | ---- | ---- | ---- | ---- | ---- | ---- | ---- |
| 62   | 70   | 65   | 78   | 80   | 87   | 91   | 91   | 85   |

| 2015 | 2020 | 2022 | - | - | - | - | - | - |
| ---- | ---- | ---- | - | - | - | - | - | - |
| 97   | 87   | 80   | - | - | - | - | - | - |

## Culture locale et patrimoine

### Lieux et monuments
- Tuilerie de Champtonnay est construite  par  ordonnance  royale du 19 février 1839, au lieu-dit les Vendues, en bordure de la route reliant Gray à Besançon. La production concernait des tuiles, des briques, des carreaux de sol, mais aussi de la chaux, à partir d'une carrière locale. Son activité cesse en 1922 et les derniers tenanciers étaient la famille Dubois. Elle est classée à l’inventaire supplémentaire des monuments historiques depuis 1993[31].

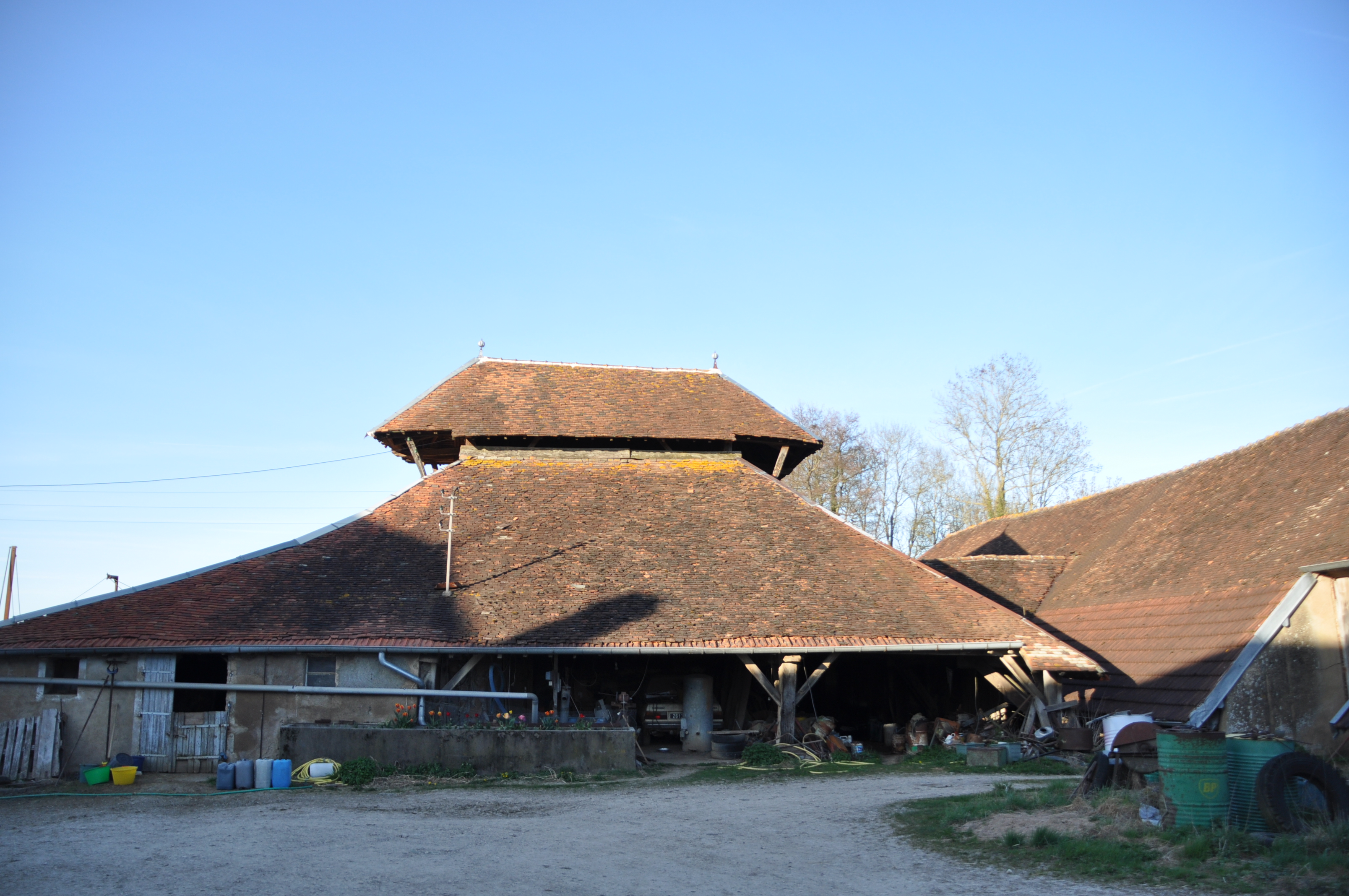
La tuilerie et l'entrée du four.
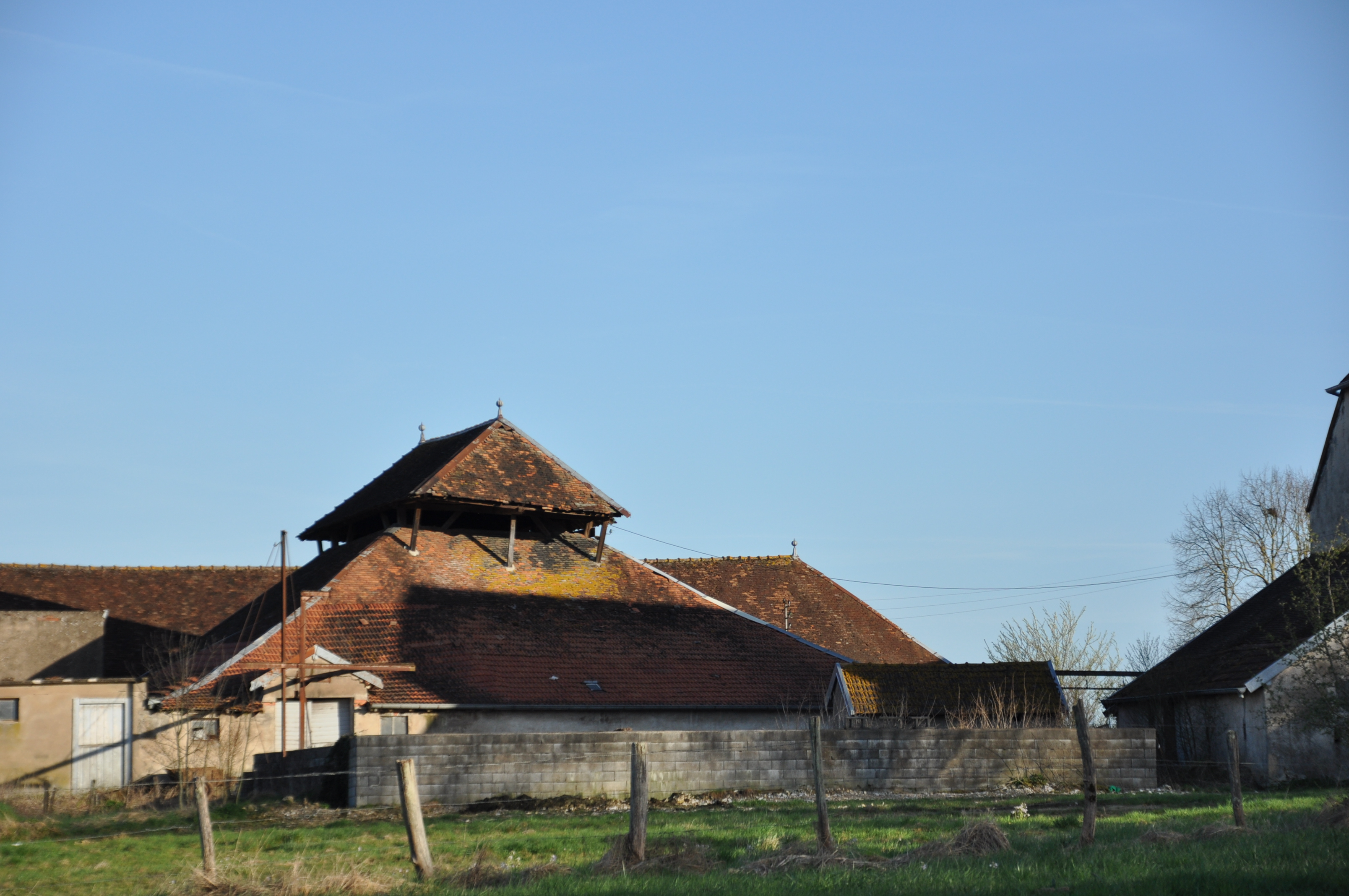
La tuilerie.
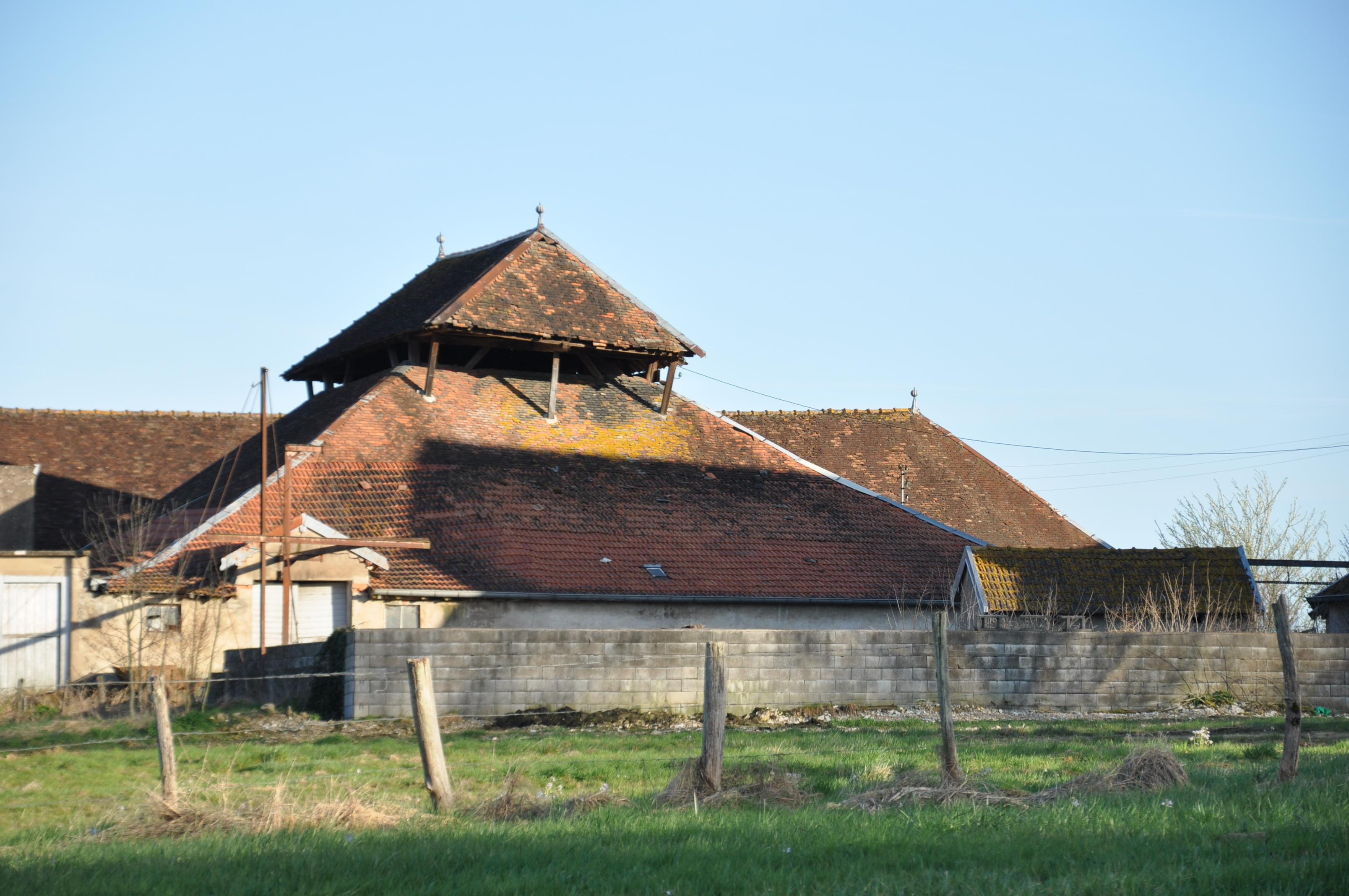
La tuilerie.

- Les ruines d’un château : Emplacement du château et tour de la Chapelle.

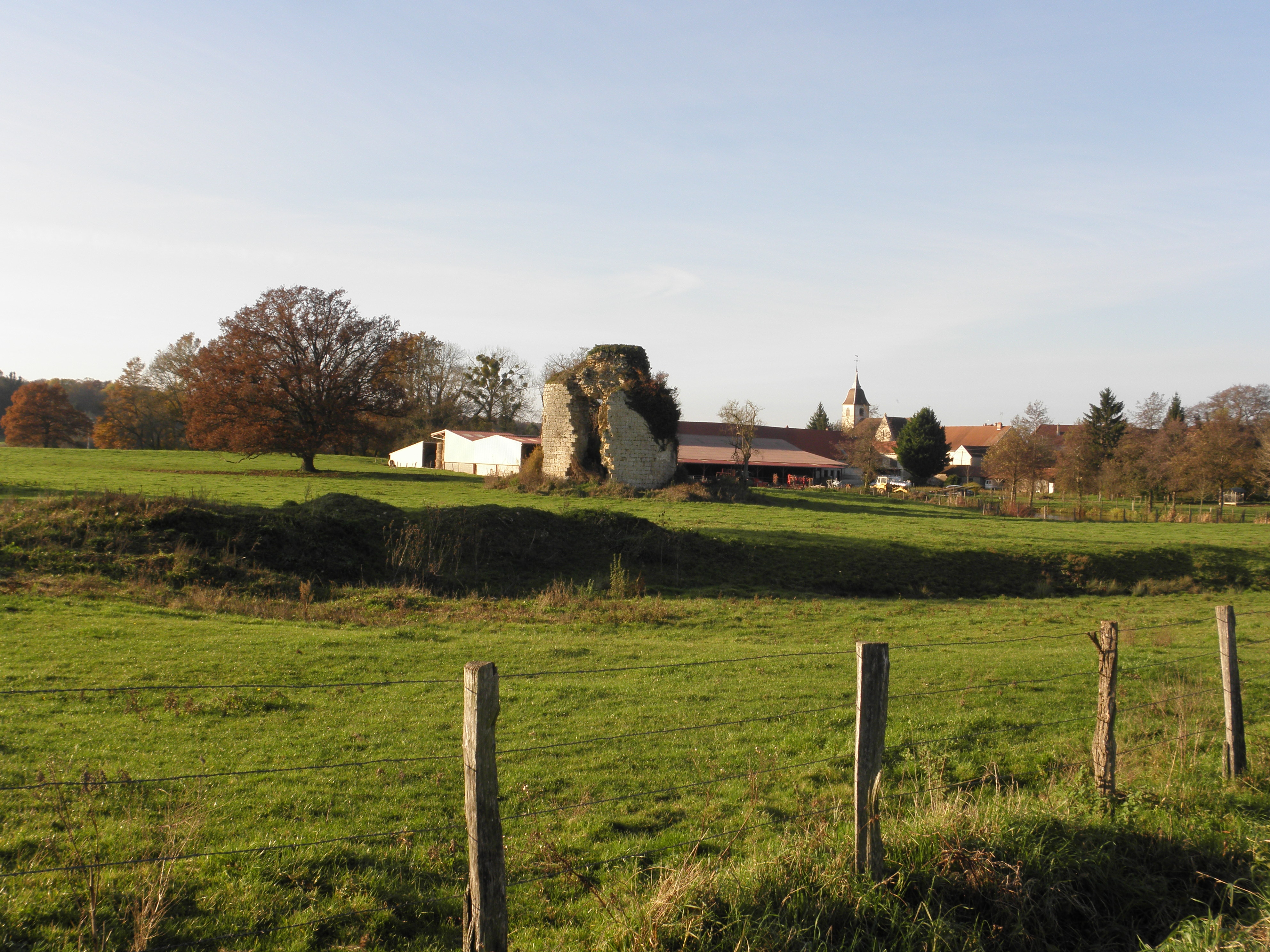
Emplacement du château et tour de la Chapelle.

Déjà mentionné en 1267 dans le testament d'Aymon de Chantonnay qui le lègue à son fils avant de partir pour la huitième croisade, ce château a été la propriété de grands et puissants personnages comme les Perrenot de Granvelle, les La Baume-Saint-Amour pour terminer par Claude-Antoine-Clériadus marquis de Choiseul-Beaupré, appelé de Choiseul-La Baume. Cette immense bâtisse — dont les ruines figurent sur le cadastre napoléonien — a servi de carrière à la Révolution. Il ne reste plus aujourd’hui qu'une tour à demi ruinée dite « tour de la Chapelle » et une partie des remparts de la basse cour aménagés en logements et bâtiments agricoles.

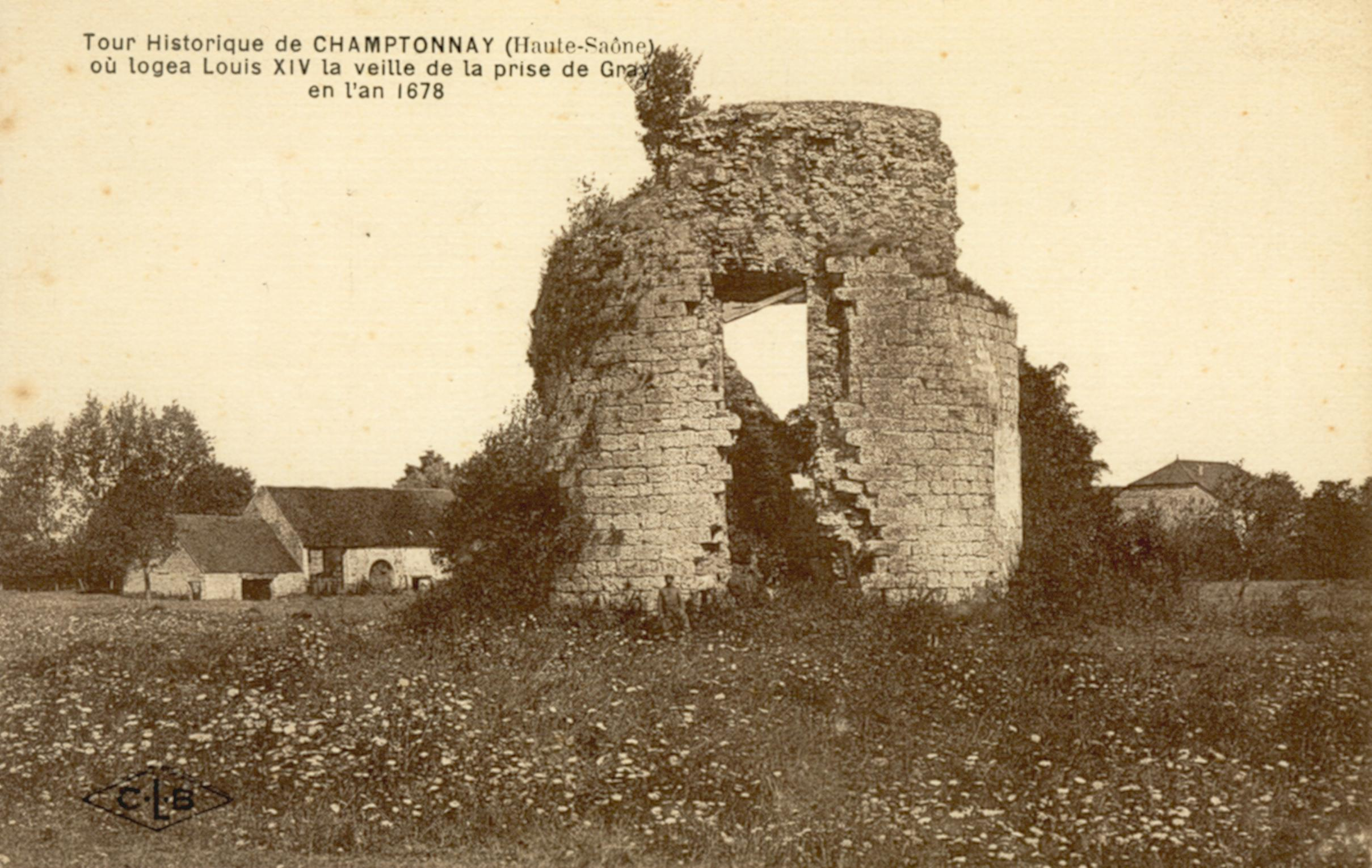
La tour de la Chapelle en 1900.
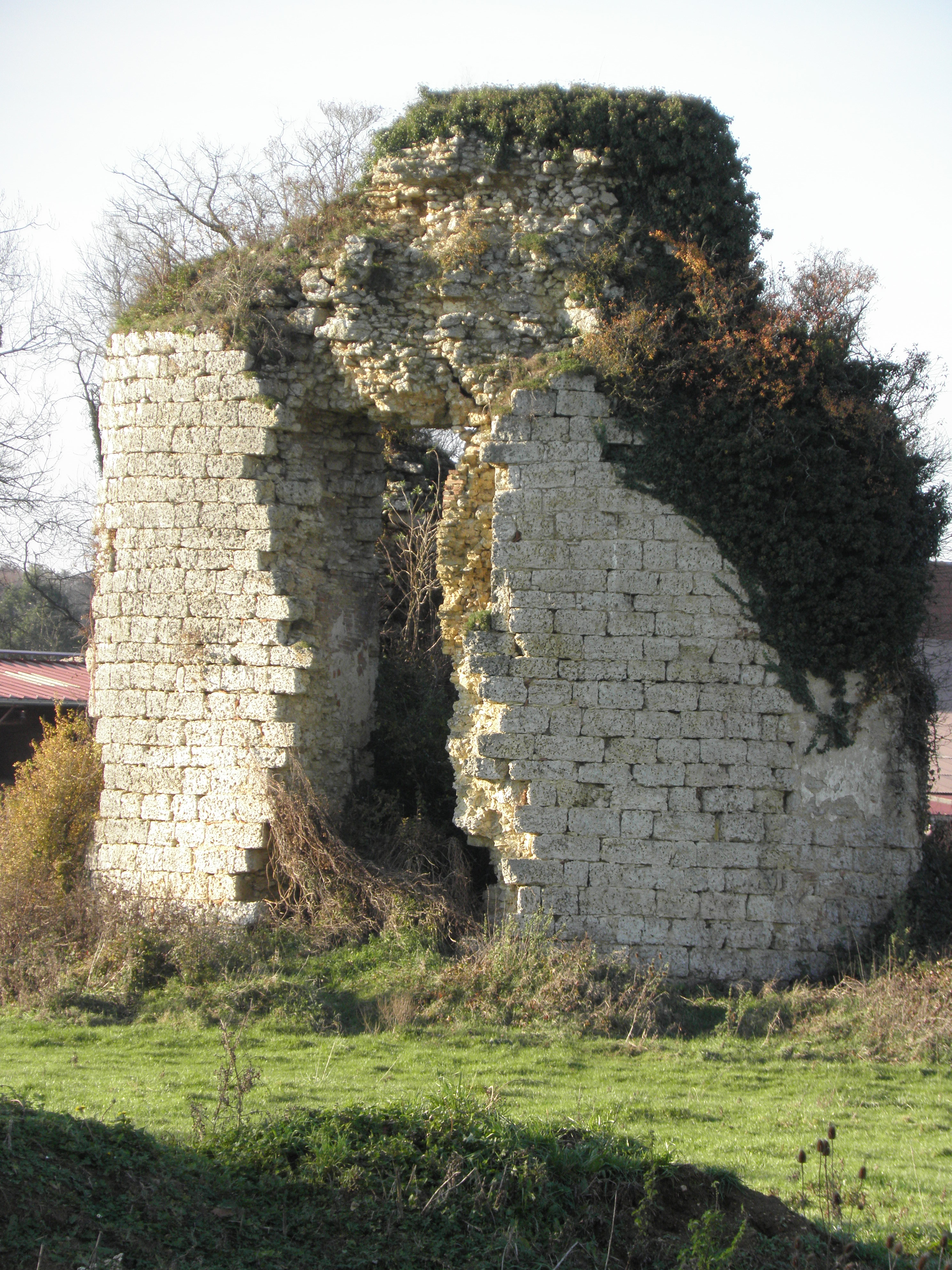
La tour de la Chapelle en 2012.
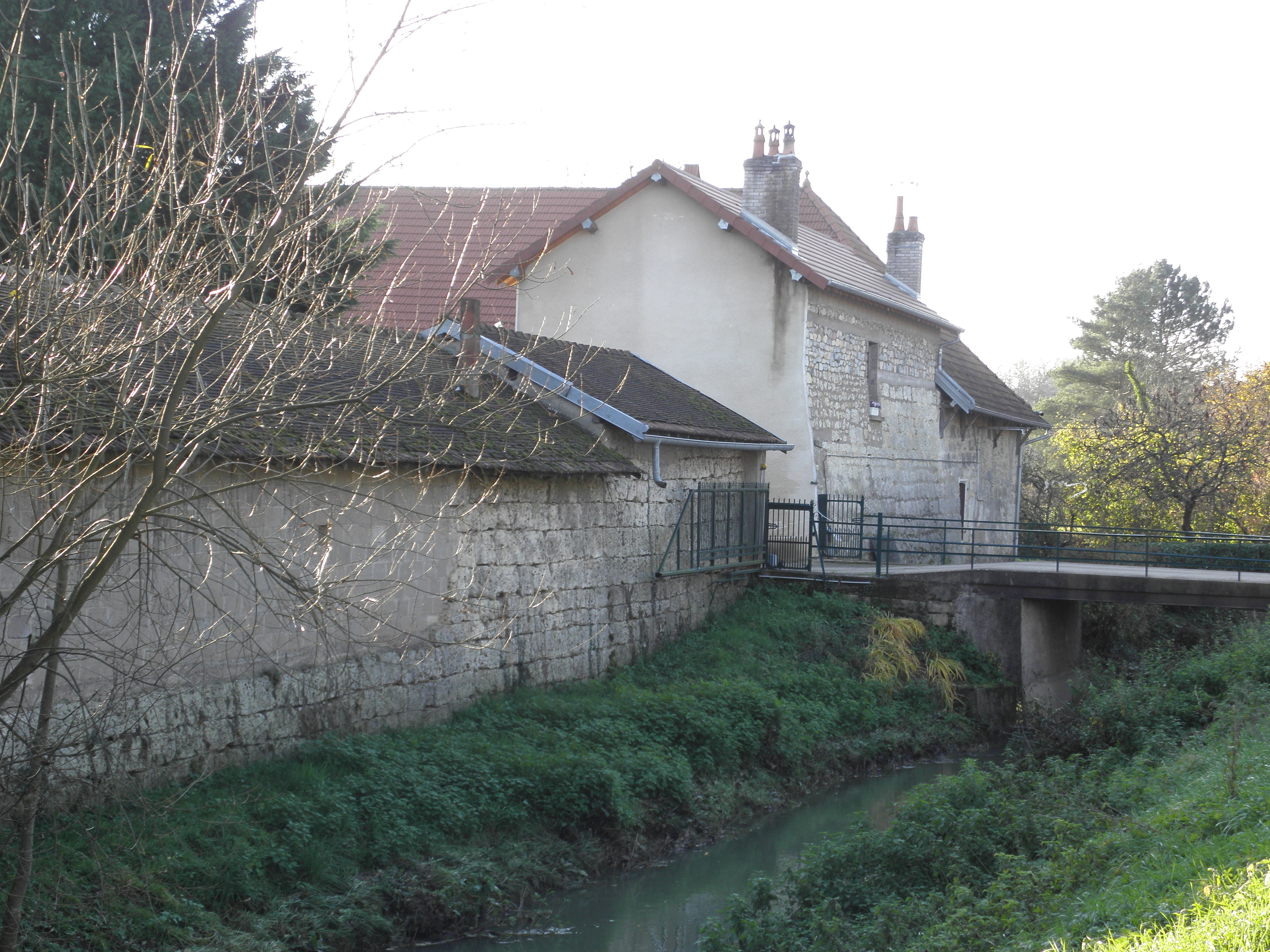
L'entrée et les restes des remparts.

- Une fontaine-lavoir : La fontaine-lavoir.

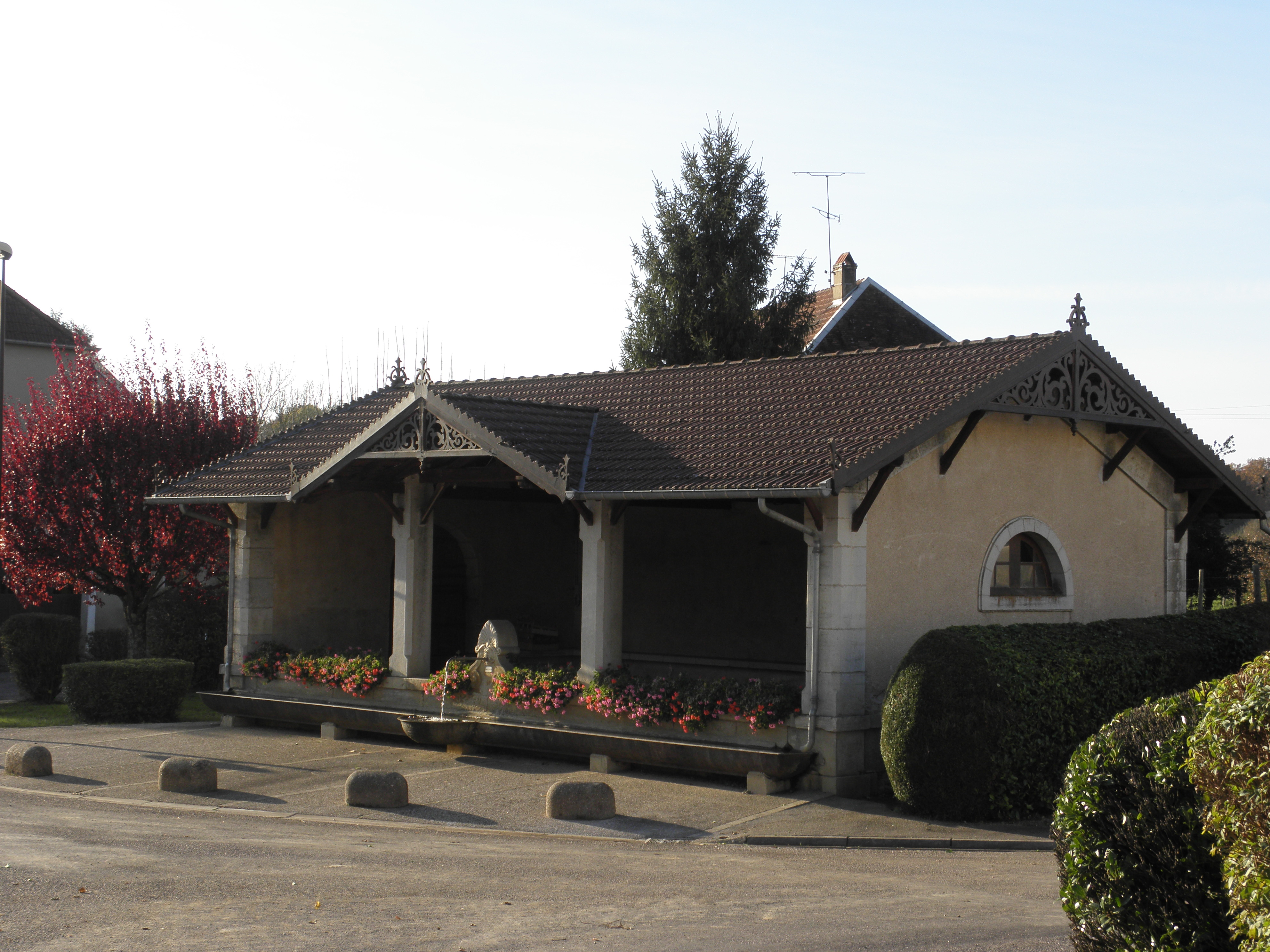
La fontaine-lavoir.

En remplacement de l'ancienne fontaine qui ne convient plus, car son emplacement est noyé par les crues de la rivière qui la borde, il est décidé en 1860 de construire une nouvelle fontaine-lavoir. Une source capable de fournir l’eau nécessaire est découverte au lieudit le Vésignoz. Elle est « encaissée » (canalisée) en 1862, sur neuf cent soixante quinze mètres.
Entre-temps, le marché pour la construction de la fontaine est passé le 5 mars 1863. Elle  est réceptionnée le 15 mai 1866 par l'architecte Maillot de Fouvent-le-Haut.
Malgré la qualité des pierres utilisées, les gelées, principalement celles de l'hiver 1879/1880, dégradent l'abreuvoir public. Le conseil municipal délibère et décide de faire enlever les anciennes auges et de les remplacer par de nouvelles en fonte. La partie centrale formera un demi-cercle et les deux parties latérales seront droites. Ainsi sont-elles encore aujourd'hui.

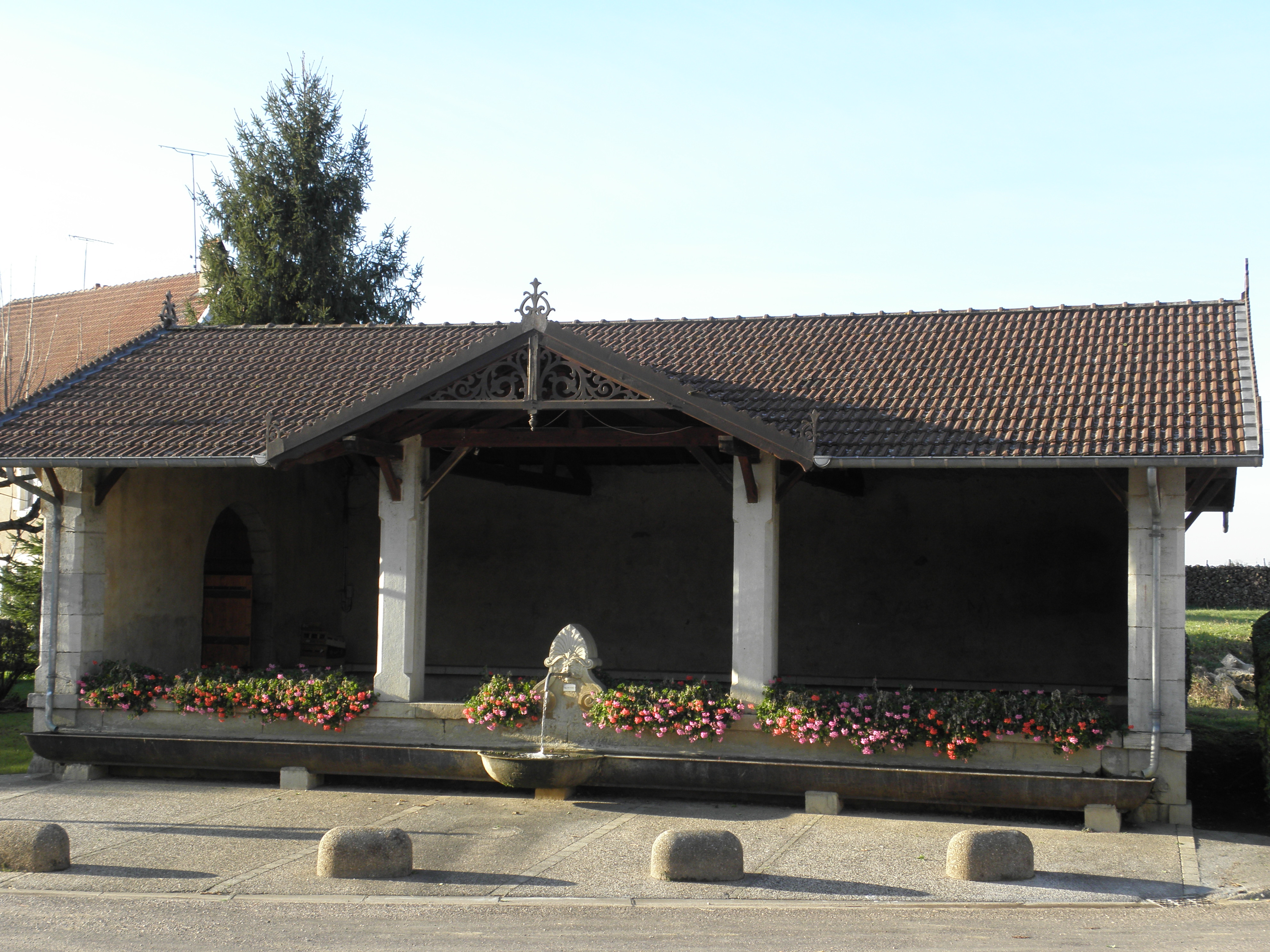
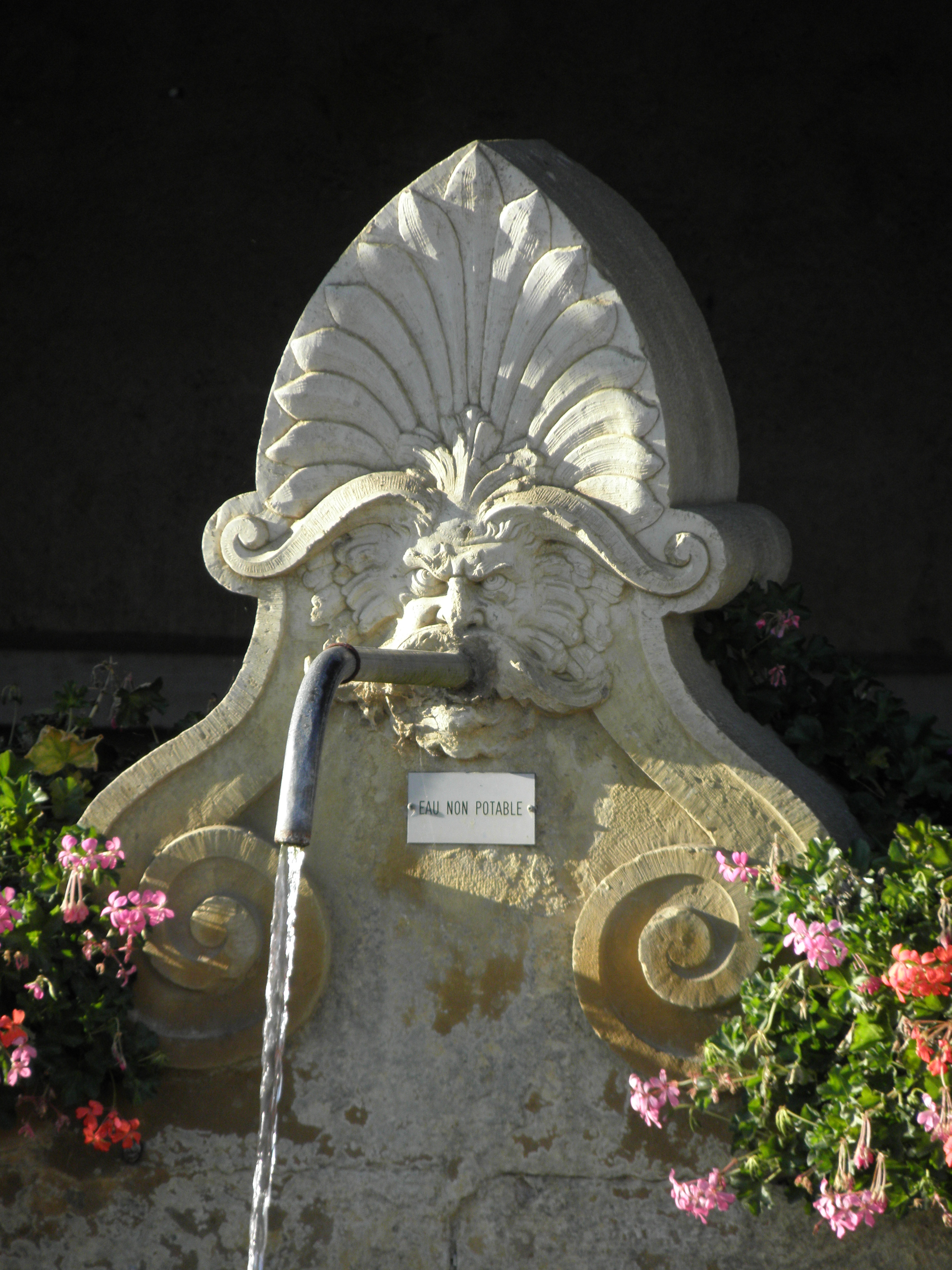
La fontaine sculptée.
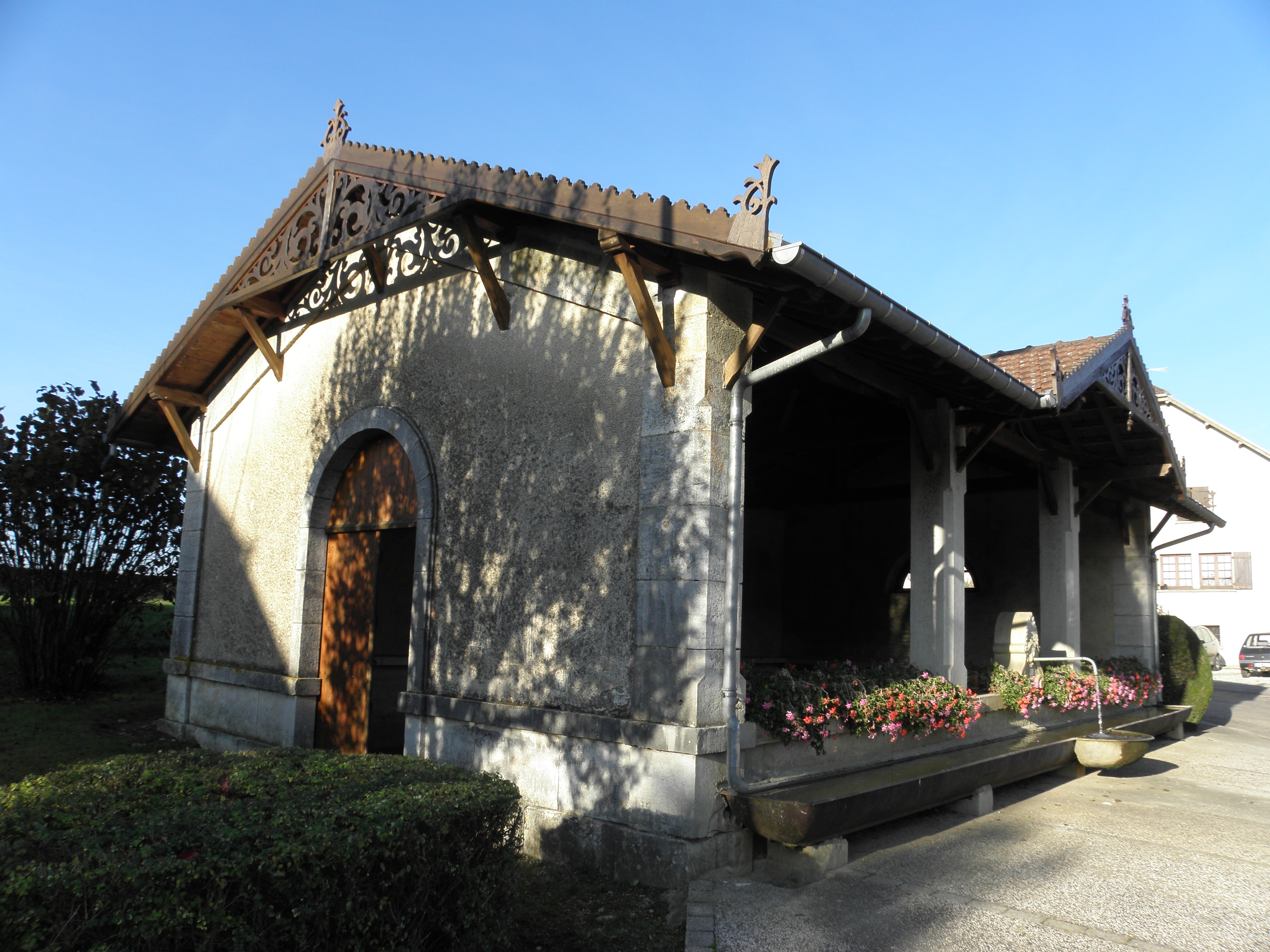
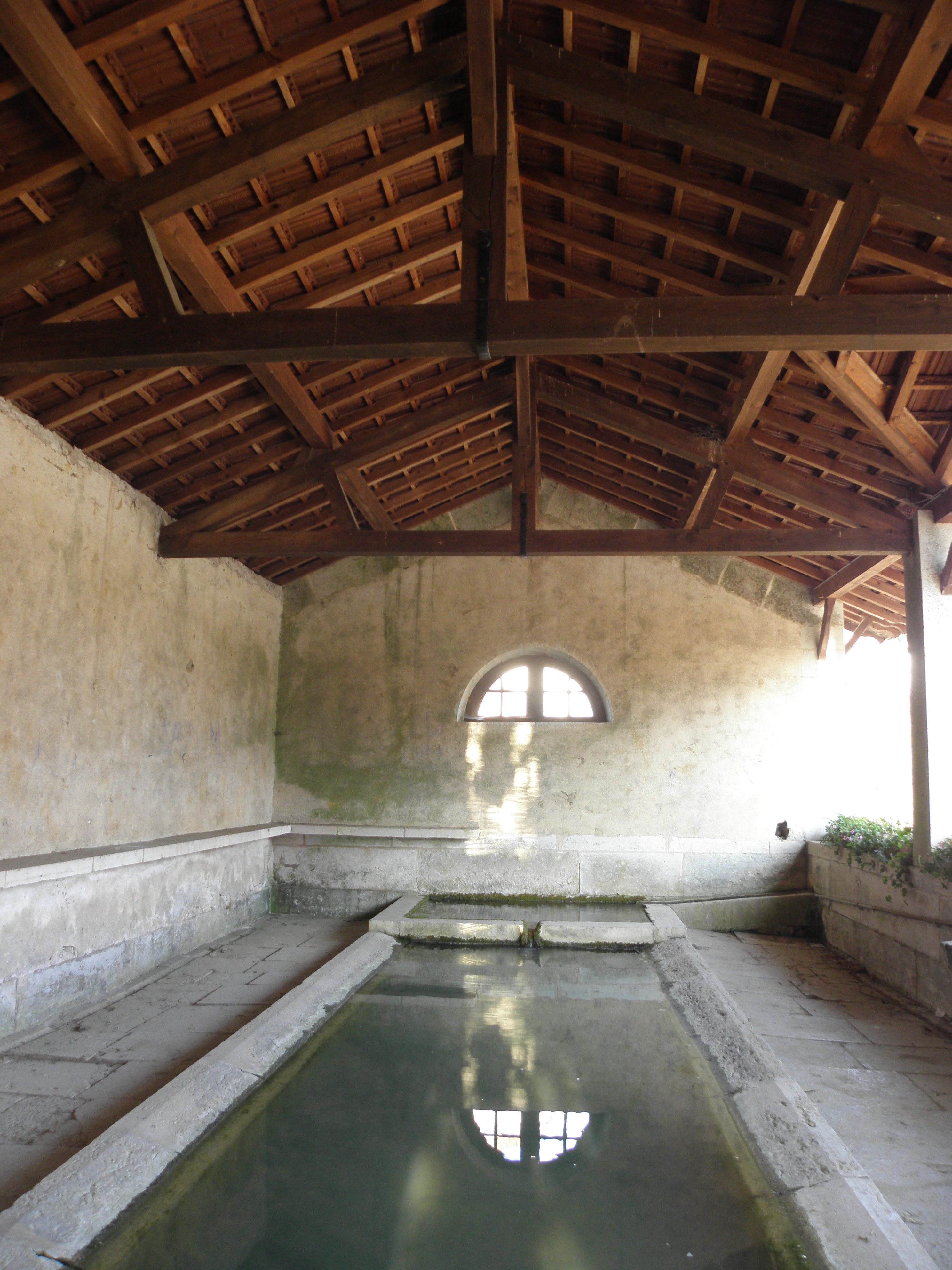
L'intérieur du lavoir.

### Personnalités liées à la commune
- Raoul Motoret (1909-1978), écrivain français, est enterré dans le cimetière de Champtonnay aux côtés de sa sœur Christiane Motoret, épouse d'Émile Danoën qui vint régulièrement passer des périodes d'écriture ou de vacances dans la maison de la famille sur la route de Besançon, à une centaine de mètres de la Tuilerie.

### Héraldique
| Blason de Champtonnay | Blason  | D’or semé de billettes de gueules, au lion de sable couronné d’argent brochant. |
| Blason de Champtonnay | Détails |                                                                                 |